# Amazon (Schiff, 1927)
Die Amazon, auch HMS Amazon (Kennungen: D39), war ein Zerstörer der britischen Royal Navy, der 1927 als Prototyp der bis 1937 gebauten britischen Flottenzerstörer der „A“- bis „I“-Klasse entstand. Das Schiff wurde auch im Zweiten Weltkrieg eingesetzt und mit den Battle Honours „Atlantic 1939–43“, „Norway 1940“, „Arctic 1942“, „Malta Convoys 1942“ und „North Africa 1942-43“ ausgezeichnet.

## Geschichte des Schiffes
Die Kiellegung des Zerstörers erfolgte im Januar 1925 und am 27. Januar 1926 lief die Amazon als zweiter Zerstörer nach einer längeren Pause im Bau von derartigen Schiffen bei Thornycroft in Woolston, Southampton, vom Stapel. In Dienst gestellt wurde es am 5. Mai 1927.
Nachdem der letzte vorherige Entwurf von Schiffen dieser Klasse aus dem Jahre 1917 stammte, machte der Fortschritt in der Konstruktionstechnik und bei der Maschinenanlage einen gänzlich neuen Entwurf notwendig. Der Zerstörer und seine bei in Yarrows direkter Konkurrenz entstandene Halb-Schwester Ambuscade wurden aufgrund der von den Werften vorgelegten Entwürfe als Prototypen gebaut. Die Amazon war etwas größer als die Ambuscade.
Nach ersten Tests und Modifikationen führten die beiden Boote vom 10. April bis zum 15. August 1928 eine Testreise „Rund um Südamerika“ durch, um die Bedingungen auf den Booten bei unterschiedlichen klimatischen Bedingungen und die Reichweite zu testen. Die Reise führte ab Pernambuco über etliche Häfen entlang der südamerikanischen Ostküste nach Port Stanley und dann nach der Passage durch die Magellanstraße entlang der Westküste wieder nach Norden über etliche Häfen zum Panamakanal und durch die Karibik über Bermuda und Faial zurück in die Heimat.
Der Thornycroft-Prototyp wurde in vielen Teilen für die A-Klasse, den ersten Serientyp der Royal Navy, übernommen. Die ersten Aufträge für Serienzerstörer erhielt die Bauwerft mit der Acheron, die allerdings eine spezielle Kesselanlage erhielt und den beiden für die Royal Canadian Navy etwas abgewandelten Zerstörer Saguenay und Skeena. Die zuvor schon für Chile 1927 bis 1929 gebauten sechs Zerstörer der Serrano-Klasse waren eine verkleinerte Version der Amazon.

### Verwendung bis 1939
Nach Durchsicht und Überholung des Zerstörers wurde er im Oktober 1930 der „4th Destroyer Flotilla“ bei der Atlantic Fleet zugeteilt, die mit Zerstörern der V- und W-Klasse ausgestattet war. Als die Flottille 1931 auf die neue „B“-Klasse umgerüstet wurde, blieb die Amazon noch bis 1932 bei der Flottille. Das Schiff war kurzzeitig in der Reserve in Devonport, um dann ab April 1933 bis zum Februar 1939 als Trainingsschiff bei der Torpedoschule „HMS Vernon“ in Portsmouth (u. a. neben der Ambuscade) eingesetzt zu werden.

### Kriegseinsätze
Bei Kriegsbeginn war die Amazon der 18. Zerstörerflottille in Plymouth zugewiesen, die die südwestlichen Zugangswege zu den Britischen Inseln zu sichern. Im April 1940 wurde der Zerstörer dann bei den Norwegen-Einsätzen gegen die deutsche Besetzung (Unternehmen Weserübung) der Home Fleet zugewiesen und sollte insbesondere Versorgungskonvois sichern. Auch sicherte er mit anderen Einheiten die Rückführung des schwer beschädigten Zerstörers Eskimo von Harstad in die Heimat. Im August wurde die Amazon der 12. Zerstörerflottille in Belfast zugeteilt, die die nordwestlichen Zugangswege sicherte. Bei der Schaffung von speziellen Einsatzgruppen kam die Amazon dann zur „3rd Escort Group“, in der auch die Bulldog sowie die von den USA übernommenen Zerstörer Belmont, Richmond und Georgetown, zwei Korvetten der Flower-Klasse und vier U-Jagd-Trawler Dienst taten.

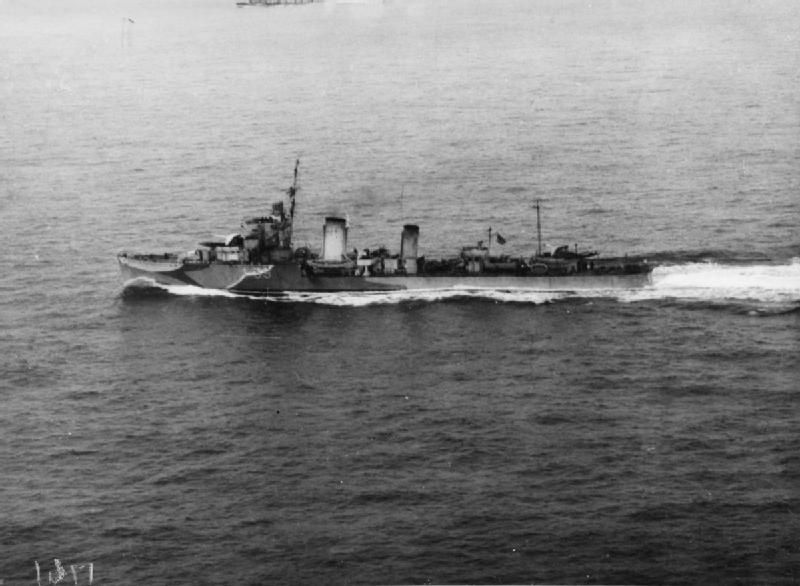
Die Amazon im Krieg

Mit verstärkter U-Boot-Abwehr- und Flugabwehr-Bewaffnung wurde der Zerstörer ab Beginn des Jahres 1941 zur Sicherung von Geleitzügen im Nordatlantik eingesetzt. Ab Anfang des Jahres 1942 diente die Amazon jedoch auch als Eskorte von Nordmeergeleitzügen, durch welche die Sowjetunion mit Kriegsmaterial beliefert wurde. In einem Gefecht mit den deutschen Zerstörern Z 7 Hermann Schoemann, Z 24 und Z 25 am Rückgeleit QP 11 wurde sie am 30. April 1942 beschädigt. Nach seiner Reparatur wurde das Schiff zur Deckung von Konvois im Mittelmeer und bei den alliierten Landungen in Nordafrika (Operation Torch) herangezogen.
Ab Dezember 1942 erfolgte die Umrüstung des Zerstörers zu einem spezialisierten U-Boot-Abwehrschiff mit nur noch zwei 120-mm-Geschützen und ohne Torpedorohre. Zur Luftabwehr standen ab 1942 schon vier Oerlikon-Maschinenkanonen bereit. Zur Abwehr von U-Booten standen nach dem Umbau ein 24-fach-Hedgehog-Werfer und bis zu 95 Wasserbomben mit zwei Werfern und einer Abwurfschiene zur Verfügung.
Es folgten weitere Geleite auf der Nordatlantik-Route im Jahre 1943. Angesichts des Alters des Zerstörers, des Zustandes seiner Maschinenanlage und der großen Anzahl neu in Dienst gestellter Geleitfahrzeuge wurde 1944 die Entscheidung getroffen, das Schiff als Zielschiff für Marineflieger zu verwenden, die mit dem Schiff Typerkennung und Angriffsflüge übten. Anfang 1945 wurde es dann der Reserveflotte zugewiesen, 1948 zum Abbruch verkauft und 1949 verschrottet.